# Леупена, Тупуа
Сэр Тупуа Леупена (англ. Tupua Leupena, 1922 — 24 ноября 1996) — генерал-губернатор Тувалу с 1 марта 1986 по 1 октября 1990, второй генерал-губернатор страны. Рыцарь Великого креста Ордена Святого Михаила и Святого Георгия.
При нём в 1986 году был проведён референдум, на котором население проголосовало против превращения Тувалу в республику, тем самым главой государства оставалась английская королева, представленная генерал-губернатором.